# Vaccinium siamense
Vaccinium siamense är en ljungväxtart som beskrevs av Fletcher. Vaccinium siamense ingår i Blåbärssläktet, och familjen ljungväxter. Inga underarter finns listade i Catalogue of Life.